# Статистический комитет Республики Армения
Статистический комитет Республики Армения (арм. Հայաստանի վիճակագրական կոմիտե) — национальное статистическое агентство Армении.
Статистическое учреждение начало свою основную деятельность с 7 января 1922 года и называлось Центральным статистическим управлением Армянской ССР. Ранее он также был известен как:
- Национальная статистическая служба Республики Армения (май 2000 — апрель 2018 года)
- Министерство статистики, государственного реестра и анализа Республики Армения (апрель 1998 — май 2000 года),
- Государственный департамент статистики, государственного реестра и анализа Республики Армения (1992—1998 годы),
- Государственный комитет по статистике Армянской ССР (1987—1992).

## Международное сотрудничество
7 ноября 2003 года Армения присоединилась к Специальному стандарту распространения данных Международного валютного фонда, став третьим членом СНГ, присоединившимся к нему. С 1 января 2009 по 31 декабря 2012 года Армения являлась членом Статистической комиссии ООН.